# Kuntinaru boliviensis
Kuntinaru boliviensis è un mammifero cingolato estinto, appartenente ai clamiforidi. Visse nell'Oligocene superiore (circa 26 milioni di anni fa) e i suoi resti fossili sono stati ritrovati in Bolivia.

## Descrizione
Questo animale è noto solo grazie a due crani quasi completi, ed è quindi difficile ricostruirne l'aspetto complessivo. Dal raffronto con altri animali meglio conosciuti, si suppone che Kuntinaru dovesse essere molto simile agli odierni armadilli dei generi Tolypeutes, Priodontes e Cabassous. Kuntinaru era caratterizzato, come questi ultimi, dal margine anteriore dell'orbita verticale, e da una superficie anteriore al foro postglenoide allungata anteroposteriormente, non delimitata posteriormente da una linea continua con il margine laterale dell'arco zigomatico. Kuntinaru, tuttavia, si differenziava da qualsiasi altro armadillo noto a causa della presenza di una spessa cresta anterolaterale rispetto alla cavità dell'orecchio medio.

## Classificazione
Kuntinaru boliviensis era un rappresentante arcaico dei Tolypeutinae, il gruppo di armadilli clamiforidi rappresentati da varie forme attuali quali l'armadillo gigante, gli armadilli a coda molle, l'armadillo dalle tre fasce e la bolita. Rispetto a questi, tuttavia, Kuntinaru possedeva caratteristiche primitive come il foro infraorbitale vicino alla radice anteriore dell'arco zigomatico e la presenza di una cresta orbitale per l'attaccamento dei muscoli ben marcata.
Kuntinaru boliviensis venne descritto per la prima volta nel 2011, sulla base di due crani fossili ritrovati nei terreni di Salla in Bolivia, risalenti alla fine dell'Oligocene. Questi fossili sono considerati di fondamentale importanza per comprendere l'evoluzione dei cingolati: sono i più antichi resti cranici abbastanza completi appartenenti a questo gruppo di animali, e sono un'importante conferma dell'ipotesi secondo la quale i Tolypeutinae si fossero originati già durante l'Oligocene.